# 호베이제 미사일

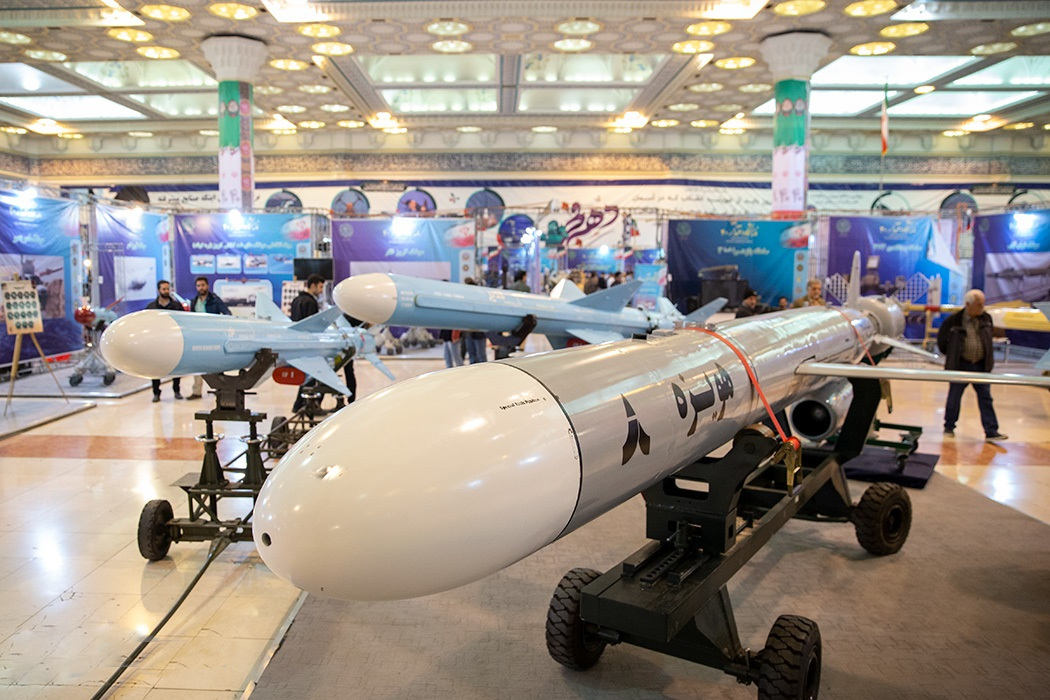
이란 호베이제 순항미사일

호베이제(Hoveizeh)는 이란이 개발한 장거리 지대지 순항 미사일이다.

## 역사
이란 국방부에 따르면 호베이제 미사일은 2015년 처음 공개된 수마르 순항미사일을 업그레이드 한 것이다. 수마르 미사일의 사거리는 700 km이다. 그러나 이란이 2001년 우크라이나에서 획득한 러시아 Kh-55와 닮았다. 그래서 수마르 미사일의 실제 사거리는 2000-3000 km 일 수도 있다고 분석되었다.
호베이제 순항미사일은 트럭에서 발사되는 지대지 버전이며, 사거리는 1350 km, CEP 1 m이다. 2019년 공개되었다.
2019년 2월 2일, 사거리 1350 km의 '호베이제'(Hoveizeh) 신형 순항미사일을 성공적으로 시험발사했다. 미사일 발사장면을 방영한 이란 국영 TV는 아미르 하타미 국방장관의 말을 인용해 자체 이름 ‘호베이제(Hoveizeh)’ 순항미사일 실험이 이뤄져 1,200 km의 표적에 정확히 명중하는 데 성공했다고 보도했다.
이란 수도 테헤란에서 사우디 수도 리야드까지는 1300 km, 이란 최근접 지역에서 리야드 까지는 600 km 떨어져 있다.

## Kh-55
1960년대 후반, 러시아 GosNIIAS 연구소는 고가의 초음속 대형 미사일들 보다는 아음속 소형 순항 미사일을 많이 배치하는 것이 훨씬 효율적이라는 결론을 내렸다. 1971년 라두가에서 공중 발사 순항 미사일을 개발하기 시작했다. Kh-55는 1976년에 초도비행했다. 1976년 9월 초도비행에 성공한 미국 AGM-86A ALCM 공중 발사 순항 미사일은 러시아에 큰 자극제가 되었다. 소련 공군은 1976년 12월 공중 발사 순항 미사일의 공식 소요제기를 하였다.

## 같이 보기
- MGM-1 마타도르